# 圣于连 (瓦尔省)
圣于连（法語：Saint-Julien，法語發音：[sɛ̃ ʒyljɛ̃] ⓘ）是法国瓦尔省的一个市镇，属于布里尼奥勒区。

## 地名
法语人名“Julien”在日常人名译名以及《世界人名翻譯大辭典》、《法语姓名译名手册》等主流人名译名类书籍资料中译作“朱利安”，不过在《世界地名翻译大辞典》、《世界地名译名词典》和《法国地图册》等主流地名译名类书籍资料中译作“于连”。

## 地理
圣于连（43°41'38"N, 5°54'55"E）面积75.88 平方千米，位于法国普罗旺斯-阿尔卑斯-蓝色海岸大区瓦尔省，该省份为法国东南部沿海省份，北起上普罗旺斯阿尔卑斯省，西北角与沃克吕兹省接壤，西接罗讷河口省，南濒地中海，东临滨海阿尔卑斯省。
与圣于连接壤的市镇（或旧市镇、城区）包括：韦尔东河畔埃斯帕龙、格雷乌莱班、坎松、圣马丹德布罗姆、日纳塞维、拉韦迪耶尔、韦尔东河畔维农。
圣于连的时区为UTC+01:00、UTC+02:00（夏令时）。

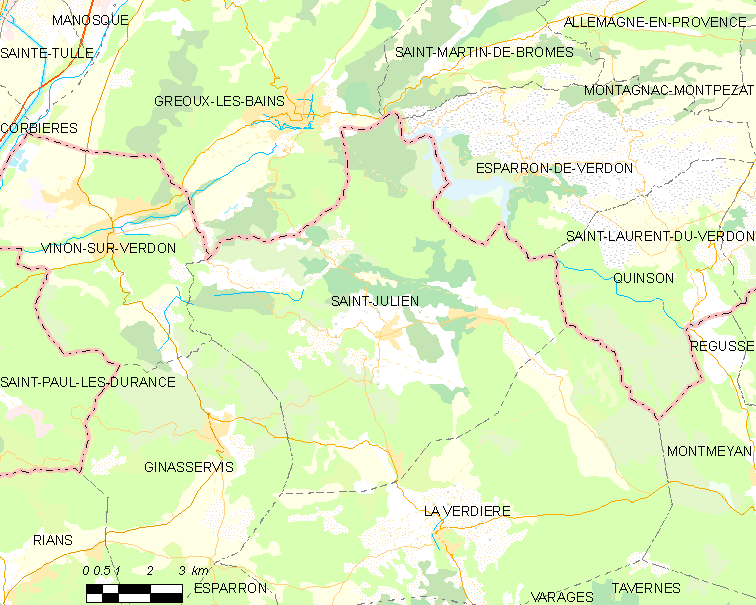
圣于连的OSM定位图

## 行政
圣于连的邮政编码为83560，INSEE市镇编码为83113。

## 政治
圣于连所属的省级选区为圣马克西曼-拉圣博姆县。

## 人口

1962-2008年间圣于连人口变化图示

圣于连于2022年1月1日时的人口数量为2399人。